# Canisius-Kolleg Berlin
Das Canisius-Kolleg Berlin (kurz: CK) ist ein staatlich anerkanntes Gymnasium mit altsprachlichem Bildungsgang in Berlin-Tiergarten in freier Trägerschaft des Jesuitenordens.
Namensgeber des Canisius-Kollegs Berlin ist der heilige Petrus Canisius, ein Jesuit aus dem 16. Jahrhundert. Pedro Arrupe SJ war Generaloberer des Jesuitenordens von 1965 bis 1981 und Begründer des Jesuit Refugee Service (JRS).
Im August 2019 wurde am Canisius-Kolleg Berlin zusätzlich eine Integrierte Sekundarschule mit dem Namen „Pedro Arrupe“ vom Träger errichtet (ISS-Pedro-Arrupe), um insbesondere Schülern mit Flucht- und Migrationsbiografien einen Schulabschluss am Kolleg zu ermöglichen.

## Geschichte
Im Jahr 1925 wurden die ersten Schüler am Canisius-Kolleg Berlin (damals am Lietzensee gelegen) unterrichtet. Gründungsrektor war der Jesuit Theo Hoffmann (1890–1953). 1940 erfolgte die Zwangsschließung durch die Nationalsozialisten. Nach dem Zweiten Weltkrieg konnte die Schule am 1. Juni 1945 wieder eröffnet werden und zog zum 1. Oktober 1947 an den heutigen Standort in der Tiergartenstraße in die ehemalige Hauptstadtrepräsentanz der Friedrich Krupp AG.

## Jesuiten-Kolleg
Das Canisius-Kolleg Berlin ist eines von drei Jesuiten-Kollegien in Deutschland. Das Kolleg St. Blasien mit Internat (St. Blasien, Schwarzwald) und das Aloisiuskolleg (Bonn-Bad Godesberg) – beides Gymnasien für Jungen und Mädchen. Prägend für das Berliner Jesuitenkolleg ist die außerschulische verbandliche Jugendarbeit der Ignatianischen Schüler-Gemeinschaft (ISG). Die „Nachmittagsbetreuung“ ist ein Element der Betreuung im offenen Ganztag für alle Schüler der Klassen 5–9.

## Trägerschaft und Finanzierung
Träger und Gründer der Jesuitenschule ist der Jesuitenorden. Dieser unterhält dazu die 1923 gegründete Canisius-Kolleg GmbH als Trägerin der Schulen und eine Stiftung, über die der Betrieb der pädagogischen Arbeit unterstützt wird. Der Rektor des Kollegs ist Repräsentant des Trägers vor Ort.
Als Schule in „freier“ Trägerschaft ist das Canisius-Kolleg Berlin auf die Erhebung eines Schulgeldes (nach Selbsteinschätzung) angewiesen. Aufgrund des Schulgesetzes von Berlin werden dem Schulträger lediglich 93 % der vergleichbaren Personalkosten refinanziert. Die verbleibenden 7 % Eigenleistung sowie alle darüber hinaus gehenden Kosten für Einrichtungen, Gelände, Aktivitäten und Personal werden aus dem Schulgeld, Spenden, Beiträgen und sonstigen Zuschüssen unter erheblicher Beteiligung des Jesuitenordens finanziert.
Für die Nachmittagsbetreuung und für die Aktivitäten der ISG werden Kostenbeiträge erhoben. Schulgelder und sonstige Beiträge werden bei ökonomischen bzw. finanziellen „Schieflagen“ von Familien durch verschiedene Stipendien vom Träger (zuweilen in voller Höhe) finanziert. Eine „Sonderung“ nach sozialer Herkunft (vergleiche Artikel 7 des Grundgesetzes für die Bundesrepublik Deutschland) wird damit ausgeschlossen.

## Profil der Schulen

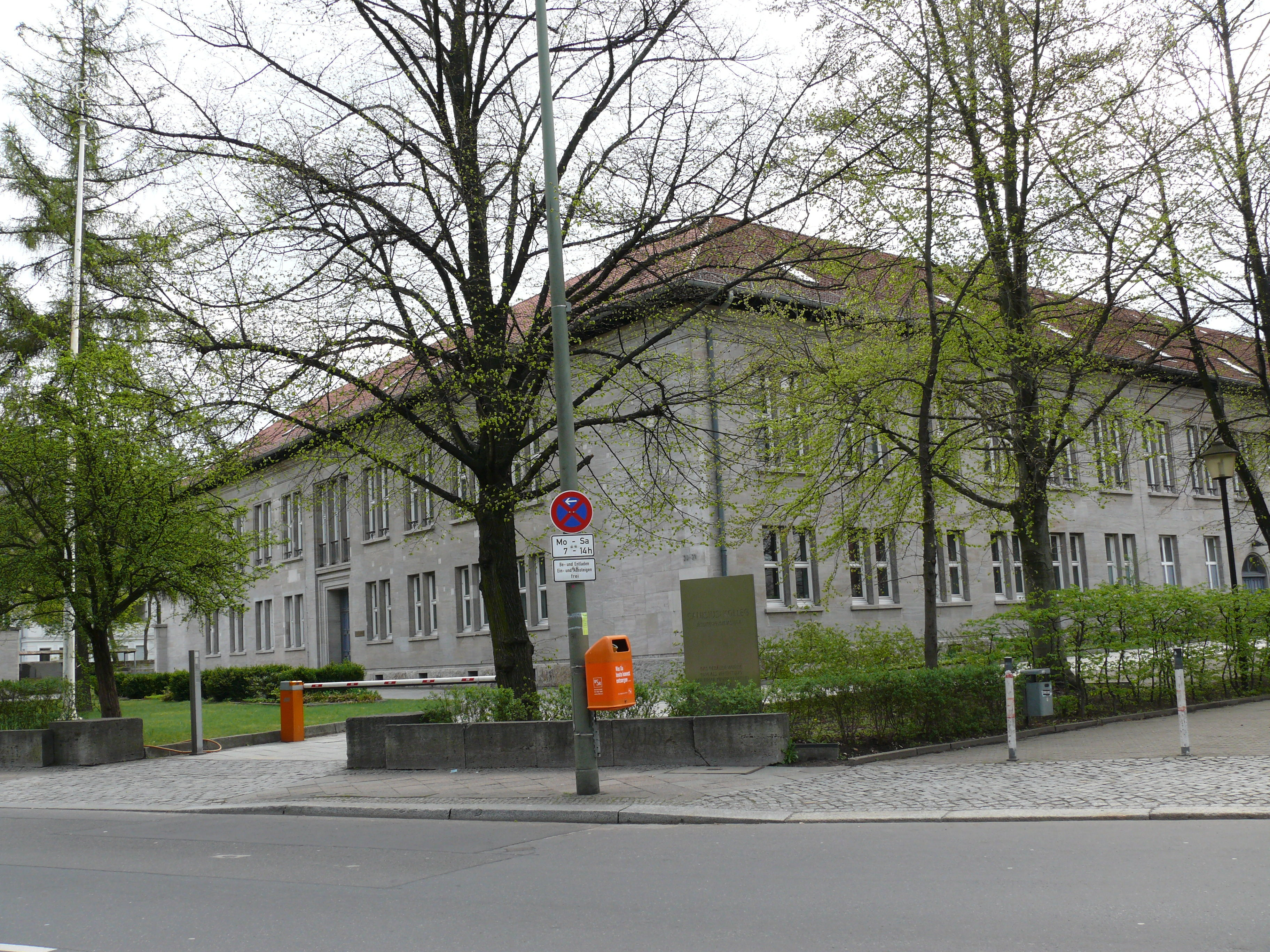
Das Canisius-Kolleg in Berlin-Tiergarten

Das Canisius-Kolleg ist ein grundständiges Gymnasium (ab Klasse 5) und eine Integrierte Sekundarschule mit christlich-humanistischer Prägung. Es steht in der jahrhundertealten Bildungstradition des Jesuitenordens, der 1534 von Ignatius von Loyola gegründet wurde. Exzellente Bildung ist für das Kolleg untrennbar verbunden mit der Förderung der Persönlichkeit. Die einzelne Schülerin und der einzelne Schüler sind eine unverwechselbare Persönlichkeit, die hier ihren Charakter entwickeln, die eigenen Talente entdecken und zur Entfaltung bringen darf. Daran orientiert sich das pädagogische Programm.
Das grundständige Gymnasium (beginnend mit der 5. Klasse), führt nach 8 Jahren (12. Jahrgangsstufe) zum Abitur. An der angegliederten ISS-Pedro-Arrupe kann im 13. Schuljahr das Abitur erworben werden.

## Die ISG am Canisius-Kolleg
Das Canisius-Kolleg umfasst – gemäß jesuitischer Tradition – neben dem grundständigen Gymnasium die „Ignatianische-Schüler-Gemeinschaft (ISG)“ als außerschulische verbandliche Kinder- und Jugendarbeit. Die Vorgänger-Institution nannte sich GCL (Gemeinschaft Christlichen Lebens). Sie stellt neben der Schule, unter dem Dach des Kollegs, eine eigenständige Institution dar. Schule und ISG bilden somit das Werk Canisius-Kolleg SJ. Die ISG ist eine sogenannte Stadtgruppe des Jugendverbandes KSJ (Katholische Studierende Jugend) im BDKJ.
Die Jugendarbeit am Jesuitenkolleg möchte nach dem Prinzip „Jugend leitet Jugend“ Kindern und Jugendlichen einen Rahmen zur zweckfreien Begegnung bieten. Dabei soll nach dem Schulprofil Raum zur Einübung von Verantwortung, Selbstorganisation und Demokratie und zur Erfahrung des Religiösen gegeben werden. Im Wesentlichen geht es darum, einen Beitrag zur Entwicklung einer freien Persönlichkeit zu leisten, die sich ihres Verstandes frei bedienen kann sowie unterscheidungs- und entscheidungsfähig ist.
Von den Schülerinnen und Schülern des Kollegs sind circa 700 Mitglieder der ISG; davon sind 71 im „Engagement für andere“ (P. Pedro Arrupe S.J., einstiger Generaloberer der Jesuiten) in verantwortlichen Positionen aktiv (als Gruppenleiterinnen und -leiter, als Stadtgruppenleitung, in der Mitarbeit im Schulungsteam oder in der Praxisbegleitung von Leiterrunden). (Stand Mai 2020)
Die ISG hat als sogenannte „Congregatio Mariana“ ihren Ursprung am römischen Kolleg im Jahr 1563. Die Geschichte am Canisius-Kolleg reicht bis in das Jahr 1947 zurück. Im Rahmen der Neugründung des Jesuitenkollegs nach der Zwangsschließung wurde sie als Ortsgruppe der Jugendverbände der Gemeinschaft Christlichen Lebens (J-GCL) in Berlin gegründet. Im Jahr 2009 trat die Stadtgruppe aus der J-GCL aus und in die KSJ ein.

## Sexuelle Missbrauchsfälle
Ende Januar 2010 wurde ein Brief des damals amtierenden Rektors Pater Klaus Mertes an mehr als 600 ehemalige Schüler versandt. In diesem Schreiben ging es darum, dass am Canisius-Kolleg in den 1970er- und 1980er-Jahren von einzelnen Jesuiten systematischer sexueller Missbrauch verübt worden war. Ohne diesen Missbrauch in Tiefe und Form zu erläutern, schrieb Mertes: „Mit tiefer Erschütterung und Scham habe ich diese entsetzlichen, nicht nur vereinzelten, sondern systematischen und jahrelangen Übergriffe zur Kenntnis genommen.“ Der Öffentlichkeit wurde der Inhalt des Briefes infolge des Artikels der Berliner Morgenpost „Canisius-Kolleg: Missbrauchsfälle an Berliner Eliteschule“ bekannt, welcher aufgrund seiner aufklärenden Funktion mit dem Wächterpreis gewürdigt wurde und als Auslöser der Missbrauchsdiskussion 2010 gilt.
Einer der beiden verdächtigen Patres gestand das ihm Vorgeworfene ein und bezeichnete sich als damals psychisch krank; juristisch gesehen ist der Missbrauch jedoch wahrscheinlich verjährt. In den zahlreichen Darstellungen der Schüler und im Ergebnis der ausführlichen Missbrauchs- bzw. Aufarbeitungsberichte der Beauftragten wurde näher beschrieben, worin dieser Missbrauch bestand. Bei einem inzwischen aus dem Orden ausgetretenen Pater und heutigen verheirateten Familienvater, inzwischen in Chile lebend, wurde erwiesen, dass er als „Sadist“ tätig war: Der damalige Sport- und Religionslehrer schlug ausgesuchte Schüler außerhalb des Unterrichts mit Begründungen etwa von „Ungezogenheit“, „Stören des Unterrichts“ u. dgl. zeitweise schmerzhaft mit einem Gürtel. Zum sexuellen Akt kam es zwar nie, aber das Schlagen von Kindern, besonders in einer Institution wie Kindergarten und Schule, war untersagt und galt längst nicht mehr als Kavaliersdelikt. Die vom Jesuitenorden mit der Untersuchung beauftragte Anwältin Ursula Raue sprach von etwa 30 Opfern. Anfang Februar gab Pater Stefan Dartmann SJ, Provinzial der vereinigten deutschen Provinzen des Jesuitenordens, weitere Missbrauchsfälle am Canisius-Kolleg bekannt.
Auf Spreeblick, dem Blog von Johnny Haeusler, selbst Absolvent des Canisius-Kollegs, haben viele ehemalige Schüler Kommentare hinterlassen, die darauf schließen lassen, dass die Vorwürfe schulintern bekannt waren, aber ignoriert wurden. Pater Karl Heinz Fischer SJ, Rektor des Kollegs zwischen April 1981 und Juni 1989, bestätigte, dass ihm bereits 1981 Vorfälle bekannt geworden waren. Einige Missbrauchsopfer haben sich zusammen mit den Geschädigten anderer Jesuiteneinrichtungen in dem Forum „Eckiger Tisch“ organisiert. Die Deutsche Bischofskonferenz behandelte das Thema auf ihrer Vollversammlung im Februar 2010 in Freiburg im Breisgau.
Im Rahmen der Missbrauchsfälle hat Manfred von Richthofen, früher Sportlehrer am Kolleg, die damaligen Nachmittagsaktivitäten in der B.Z. als Zentrum des Problems („Pestbeule“) bezeichnet, obwohl ihm selbst später Fälle von Prügeln nachgesagt wurden. In den frühen 1980er Jahren wurde die Jugendarbeit am Kolleg demokratisiert, so dass z. B. auch der Geistliche Leiter gewählt werden muss und auch abgewählt werden kann. Im Jahr 2004 wurde ein umfassendes Schutzkonzept entwickelt und für die auch ehrenamtlichen jugendlichen Verantwortungsträgerinnen und -träger der Jugendarbeit in Kraft gesetzt. In der fünfjährigen praxisbegleitenden Ausbildung der Gruppenleiterinnen und -leiter spielen seither Themen wie Nähe und Distanz, Feedbackkultur und Wahrnehmung von und Umgang mit Grenzverletzungen eine elementare Rolle.